# Antònia de Portugal (princesa de Hohenzollern-Sigmaringen)
Antònia de Portugal, princesa de Hohenzollern-Sigmaringen (Lisboa 1845 - Sigmaringen 1913). Infanta de Portugal amb el tractament d'altesa reial que contragué matrimoni en el si de la família principesca i catòlica dels Hohenzollern-Sigmaringen.
Nascuda al Palau de les Necessitats de Lisboa el dia 17 de febrer de 1845 sent filla de la reina Maria II de Portugal i del príncep Ferran de Saxònia-Coburg Gotha. Neta per via paterna del príncep Ferran Jordi de Saxònia-Coburg Gotha i de la princesa hongaresa Antònia de Kohary ho era per via materna del rei Pere IV de Portugal i de l'arxiduquessa Maria Leopoldina d'Àustria.
El fet de ser una infanta portuguesa i d'origen catòlic feu que la Família reial busqués un candidat a l'altura en el si de les diferents monarquies catòliques europees per tal de casar-se a la infanta Antònia. La infanta es casà a Lisboa el 12 de setembre amb el príncep Leopold de Hohenzollern-Sigmarigen, cap de la casa principesca homònima i fill del príncep Carles Antoni de Hohenzollern-Sigmaringen i de la princesa Josepa de Baden. La parella que s'establí a Berlín i al famós Castell de Sigmaringen tingué tres fills:
- SA el príncep Jordi de Hohenzollern-Sigmaringen, nat a Benrath el 1964 i mort a Sigmaringen el 1927. Es casà en primeres núpcies amb la princesa Maria Teresa de Borbó-Dues Sicílies de qui quedà viudu i es tornà a casar, en segones núpcies, amb la princesa Adelguna de Baviera.

- SM el rei Ferran I de Romania, nat a Sigmaringen el 1865 i mort a Bucarest el 1927. Es casà amb la princesa Maria del Regne Unit.

- SAR el príncep Carles Antoni de Hohenzollern-Sigmaringen, nat a Sigmaringen el 1868 i mort a Namedy el 1919. Es casà amb la princesa Josepa de Bèlgica.

La princesa de Hohenzollern-Sigmaringen morí a la localitat alemanya de Sigmaringen a l'edat de 68 anys el dia 17 de desembre de 1913, mesos abans de l'esclat de la Primera Guerra Mundial.